# Décret présidentiel 14179
Lire en ligne

Décret présidentiel 14253
 (en)Executive Order 14179 Texte sur Wikisource

Le décret présidentiel 14179, intitulé Supprimer les obstacles au leadership américain dans le domaine de l'intelligence artificielle (en anglais Removing Barriers to American Leadership in Artificial Intelligence), est un executive order signé par le président des États-Unis, Donald Trump, le 23 janvier 2025,.
Le décret vise à lancer le processus de renforcement du leadership américain dans le domaine de l'intelligence artificielle (IA), à promouvoir le développement de l'IA sans préjugés idéologiques ni agendas sociaux, à établir un plan d'action pour maintenir la domination mondiale en matière d'IA et à réviser ou abroger les politiques qui vont à l'encontre de ces objectifs.

## Contexte

### Joe Biden
Ce décret fait suite au décret 14110 (en) intitulé « Décret sur le développement et l'utilisation sûrs, sécurisés et fiables de l'intelligence artificielle » (parfois appelé « décret sur l'intelligence artificielle ») signé par Joe Biden le 30 octobre 2023,,.

### Donald Trump
Donald Trump abroge le décret 14110 dès son premier jour au pouvoir, par le biais du décret intitulé «Abrogation initiale des décrets et mesures exécutifs préjudiciables (en)». Le 23 janvier 2025, il signe le présent décret intitulé « Suppression des obstacles au leadership américain dans le domaine de l'intelligence artificielle », qui remplace le décret précédent et couvre le développement des technologies d'intelligence artificielle,.

## Dispositions
Le décret présidentiel abroge les politiques et directives existantes en matière d'IA qui sont considérées comme des obstacles à l'innovation américaine dans ce domaine. Il impose la création d'un plan d'action dans un délai de 180 jours afin de maintenir le leadership américain en matière d'IA, en mettant l'accent sur l'épanouissement humain, la compétitivité économique et la sécurité nationale. Il précise qu'il est nécessaire de revoir les politiques, directives et réglementations liées au décret 14110 (datant d'octobre 2023) afin d'identifier les mesures susceptibles d'entrer en conflit avec les nouveaux objectifs politiques. Les agences sont tenues de suspendre, de réviser ou d'annuler les mesures prises en vertu du précédent décret qui pourraient être incompatibles avec la nouvelle politique. Le Bureau de la gestion et du budget (OMB) doit réviser certains mémorandums (M-24-10 et M-24-18) dans un délai de 60 jours afin de les aligner sur la nouvelle politique. Le décret précise qu'il ne crée pas de nouveaux droits ou avantages exécutoires et qu'il doit être mis en œuvre dans les limites de la législation et des crédits existants.

## Mise en œuvre
Le programme NITRD (en), au nom du Bureau de la politique scientifique et technologique (OSTP), a sollicité l'avis du public sur l'élaboration d'un plan d'action en matière d'IA avant le 15 mars.